# Les Aventures de Tigrou
 (décembre 2022).
Si vous disposez d'ouvrages ou d'articles de référence ou si vous connaissez des sites web de qualité traitant du thème abordé ici, merci de compléter l'article en donnant les références utiles à sa vérifiabilité et en les liant à la section « Notes et références ».
Série Winnie l'ourson
Winnie l'ourson 2
(1997) Les Aventures de Porcinet
(2003)
Pour plus de détails, voir Fiche technique et Distribution.
Les Aventures de Tigrou  ou Le Film de Tigrou au Québec (The Tigger Movie), est le 63e long-métrage d'animation des studios Disney, mais il n'est pas considéré comme un « Classique d'animation » car réalisé par la filiale Walt Disney Animation Japan. 
Sorti en 2000, il est basé sur les personnages d'Alan Alexander Milne créés en 1926 et portés pour la première fois à l'écran en 1977 dans Les Aventures de Winnie l'ourson.
Le film reçoit un accueil critique mitigé et devient le film de la franchise Winnie l'ourson le plus rentable avant d'être dépassé par Jean-Christophe et Winnie en 2018.

## Synopsis
Tigrou décide de trouver sa famille avec l'aide de Petit Gourou. Étant donné que ses recherches ne mènent à rien et qu'il désespère de la trouver, ses amis, pour lui faire plaisir, écrivent une lettre qu'ils signent comme émanant de sa famille. Tigrou, certain de la véracité de la lettre, organise une réunion de famille où Winnie, Porcinet, Bourriquet, Grand Gourou, Petit Gourou et maître Hibou viennent déguisés en tigre. Quand Tigrou découvre la supercherie, il part furieux à la recherche de sa "« vraie parenté » avant de constater que ses amis sont sa famille.

## Fiche technique
- Titre original : The Tigger Movie
- Titre français : Les Aventures de Tigrou
- Titre québécois : Le Film de Tigrou
- Réalisation : Jun Falkenstein, assisté de Takamitsu Kawamura
- Scénario : Eddie Guzelian et Jun Falkenstein d'après A.A. Milne
- Supervision des dialogues et casting vocal : Jamie Thomason
- Conception graphique :
  - Direction artistique : Toby Bluth
  - Cadrage (Layout) : Dave Kuhn (supervision)
  - Décors : Hiroshi Ōno (supervision)
  - Storyboards : Viki Anderson, Amber Tornquist DeForest, Denise Koyama, Ken Boyer, Holly Forsyth, Chris Otsuki
  - Conception des personnages : Chris Butler, Kimie Calvert, Robert Sledge, Vincent Woodcock
- Animation :
  - Supervision : Kenichi Tsuchiya, Takeshi Atomura et Hiroshi Kawamata
  - Effets spéciaux : Madoka Yasuet (supervision)
  - Animation numérique (GCI) : Doug Little et Karen Ferguson (producteurs)
- Montage : Robert Fischer (supervision film)
- Musique : Harry Gregson-Williams
  - Chansons : Richard M. Sherman et Robert B. Sherman
  - Orchestrations : Martin Erskine
- Production  : Cheryl Abood ; Jennifer Blohm (associée)
- Sociétés de production : Walt Disney Pictures et Disney Television Animation
- Société de distribution : Buena Vista Pictures Distribution
- Pays d'origine :  États-Unis
- Langue originale : anglais
- Budget : environ 20 millions de USD
- Langue : anglais
- Format : Couleurs – 35 mm - 1,66:1 (1,85:1 étendu) - son Dolby Digital / SDDS / DTS
- Durée : 74 minutes
- Dates de sortie : États-Unis : 11 février 2000 ; France : 18 octobre 2000

Note: La liste des crédités au générique étant trop longue pour être citée in extenso ici, nous n'avons repris que les principaux contributeurs.

## Distribution

### Voix originales
- John Hurt : Narrateur
- Jim Cummings : Tigger (Tigrou en VF) / Winnie the Pooh (Winnie l'ourson en VF)
- John Fiedler : Piglet (Porcinet en VF)
- Peter Cullen : Eeyore (Bourriquet en VF)
- Ken Sansom : Rabbit (Coco Lapin en VF)
- Andre Stojka : Owl (maître Hibou en VF)
- Kath Soucie : Kanga (Maman Gourou en VF)
- Nikita Hopkins : Roo (Petit Gourou en VF)
- Tom Attenborough : Christopher Robin (Jean-Christophe en VF)

### Voix françaises
- François Berland : Narrateur
- Patrick Préjean : Tigrou
- Roger Carel : Winnie l'ourson / Coco Lapin
- Jean-Claude Donda : Winnie l'ourson (chant)
- Roger Crouzet : Porcinet
- Henry Djanik : Bourriquet
- Wahid Lamamra : Bourriquet (chant)
- Bernard Alane : maître Hibou
- Claude Chantal : Maman Gourou
- Dominique Poulain : Maman Gourou (chant)
- Camille Donda : Petit Gourou
- Paul Nivet : Jean-Christophe

### Voix québécoises
- Vincent Davy : Narrateur
- Daniel Picard : Tigrou
- Pierre Lacasse : Winnie l'ourson
- Daniel Lesourd : Porcinet
- Serge Turgeon : Bourriquet
- Vincent Potel : Bourriquet (chant)
- François Sasseville : Coco Lapin
- Jacques Lavallée : maître Hibou
- Madeleine Arsenault : Maman Gourou
- Geneviève Maufette : Maman Gourou (chant)
- Dominique Ducharme : Petit Gourou
- Xavier Morin-Lefort : Jean-Christophe
- Linda Mailho, Joël Legendre, Catherine Léveillé, Jean-Guy Chapados et Pierre Bédard : Choristes

## Chansons du film
- C'est merveilleux d'être un tigre ou Les merveilleux Tigrous au Québec - Tigrou
- Quelqu'un comme moi - Tigrou
- C'est tigrement bon ou Les Super Extras Bonds au Québec - Tigrou et Petit Gourou
- Dors, douce abeille ou Berceuse des abeilles au Québec -  Winnie
- C'est une sacrée famille ou L'arbre de ma famille au Québec - Tigrou
- Comment être un tigre ? ou Comment être un Tigrou au Québec - Petit Gourou, Maman Gourou, Winnie, Bourriquet, Porcinet et Coco Lapin
- Your Heart Will Lead You Home  - Kenny Loggins

## Distinctions

### Récompenses
- Annie Awards 2001
  - Meilleur réalisateur pour un film d'animation : Jun Falkenstein
  - Meilleure musique pour un film d'animation : Richard M. Sherman et Robert B. Sherman pour la chanson Round My Family Tree
  - Meilleure interprétation vocale masculine pour un film d'animation : Nikita Hopkins pour le rôle de Petit Gourou

### Nominations
- Sierra Awards 2001 : Meilleur film familial

## Autour du film
- Les frères Sherman, qui avaient quitté les productions Disney, sont sortis de leur retraite pour composer les chansons du film[1].